# Santa Maria degli Angeli (Tessin)

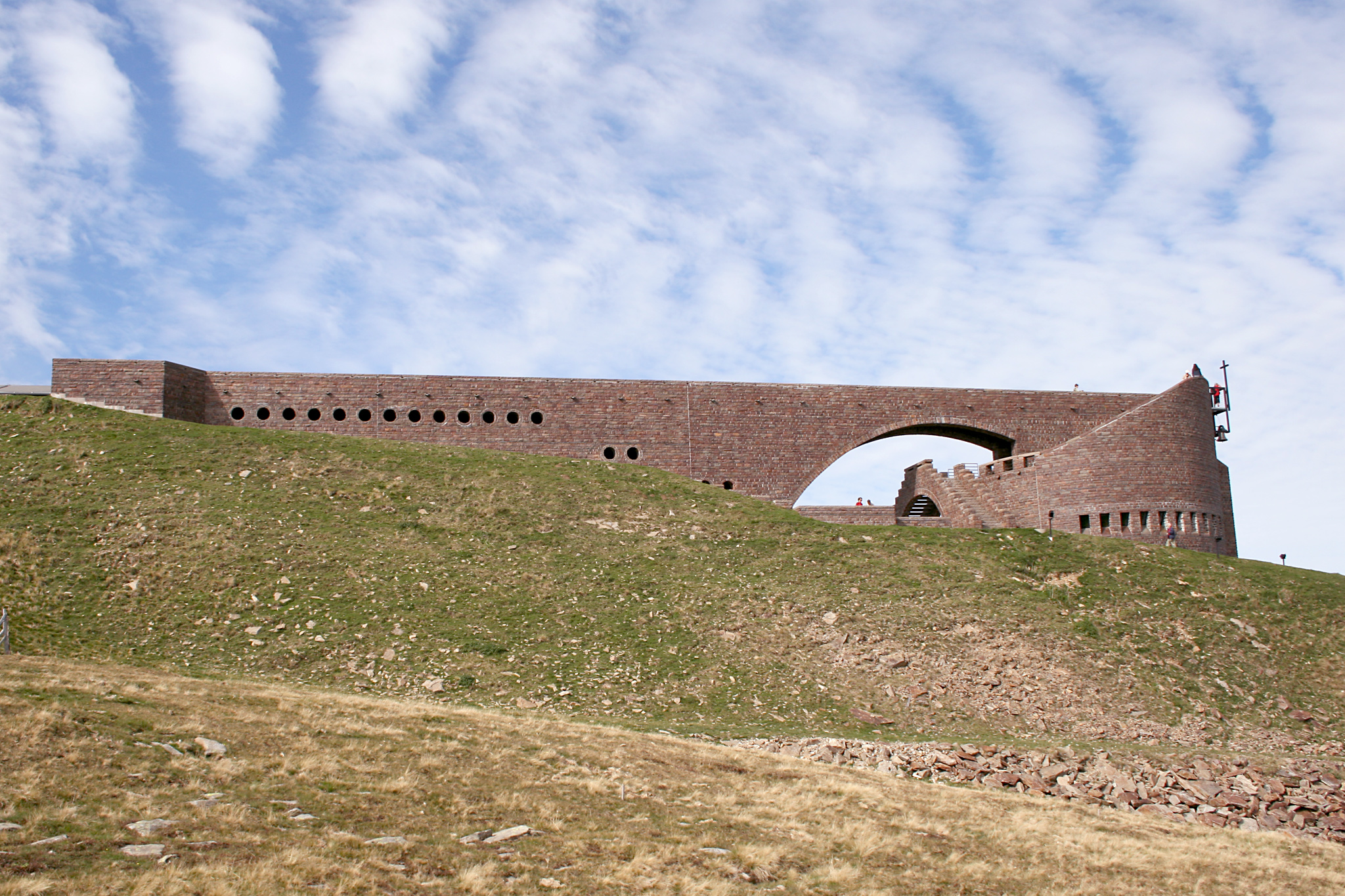
Santa Maria degli Angeli

Santa Maria degli Angeli ist eine Kapelle, die 1990 bis 1992 von Mario Botta entworfen wurde. Sie wurde zwischen 1992 und 1996 aus Beton und Porphyr gebaut und steht 1530 Meter über Meer auf der Alpe Foppa am Nordosthang des Monte Tamaro, in der ehemaligen Gemeinde Rivera (heute Monteceneri) im Kanton Tessin in der Schweiz.

## Architektur
Die eigentliche Kapelle steht am Ende der ganzen Konstruktion. Sie ist zylindrisch geformt und hat eine Grundfläche mit einem Durchmesser von 15,30 Metern und eine Höhe von 11 Metern. Zur Kapelle führt ein 65 Meter langer begehbarer Viadukt, der aus dem Berg Richtung Tal führt. Die Besucher können wählen zwischen einer Treppe im Innern des Viadukts, die zum Platz vor dem Eingang der Kapelle führt oder einem Weg auf dem Viadukt, der an seinem Ende das Dach der Kapelle bildet. Der Weg endet in einer Metallkonstruktion, die als Aussichtspunkt und als Aufhängung der Glocke dient. Das Dach besteht aus Treppen, die links und rechts auf den Platz zum Eingang führen. Die Architektur erinnert so an ein Amphitheater. Das Gebäude hat ein Raumvolumen von 2820 Kubikmeter. 
Der Innenraum der Kapelle besteht aus einem zweiseitigen Schiff und einem Mittelgang, der in einer kleinen Apsis endet. Er wurde von Enzo Cucchi bemalt. Links und rechts stehen hölzerne Sitzbänke. Zu beiden Seiten über den Fenstern sind insgesamt 22 Arbeiten des Malers in die Wände eingelassen. Die kleinen rechteckigen Fenster, auf Bodenniveau angebracht, lassen dezentes Licht ein und beleuchten die Gemälde und die darüber angebrachten Lob- und Bittgebete.

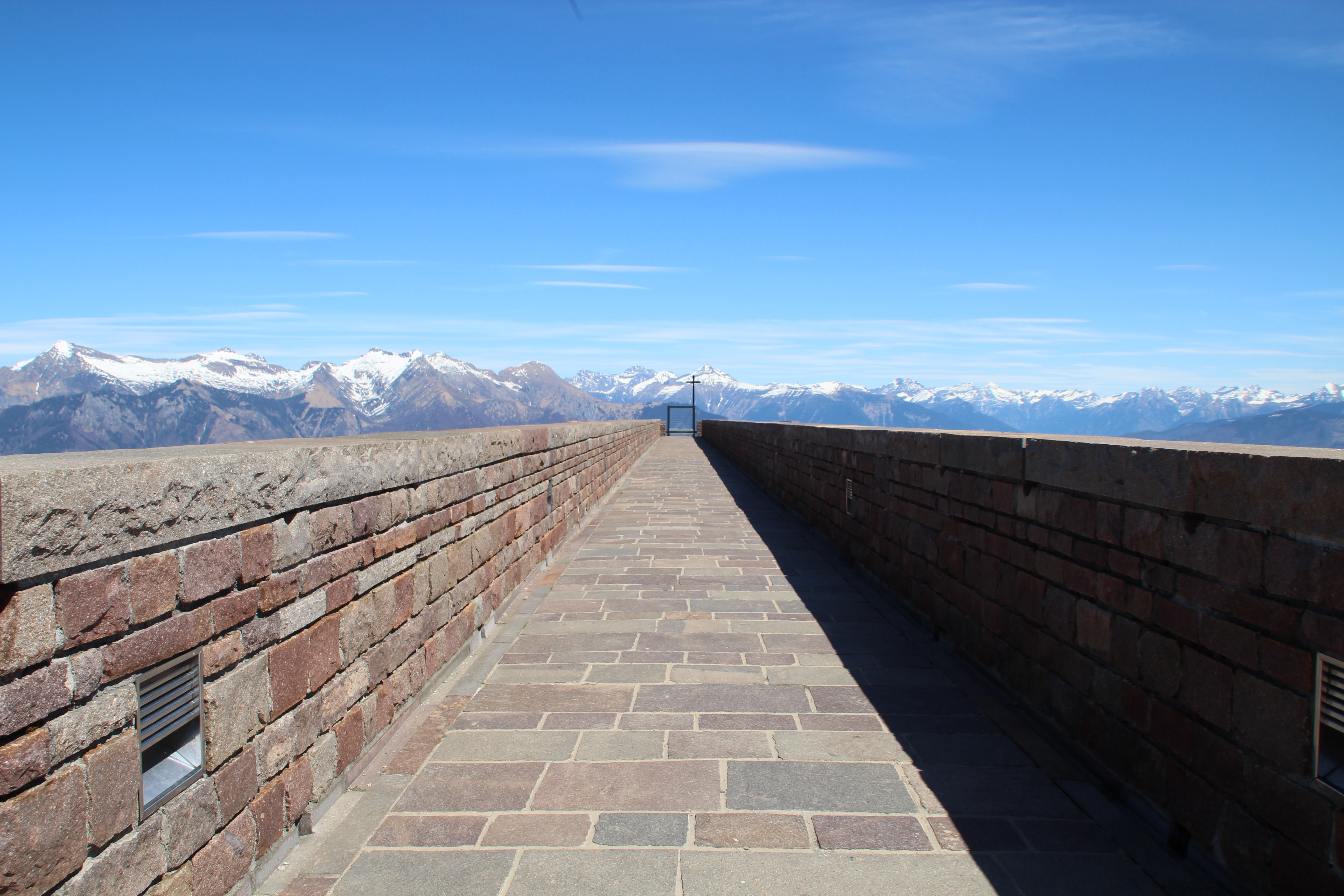
Blick nach Nordosten
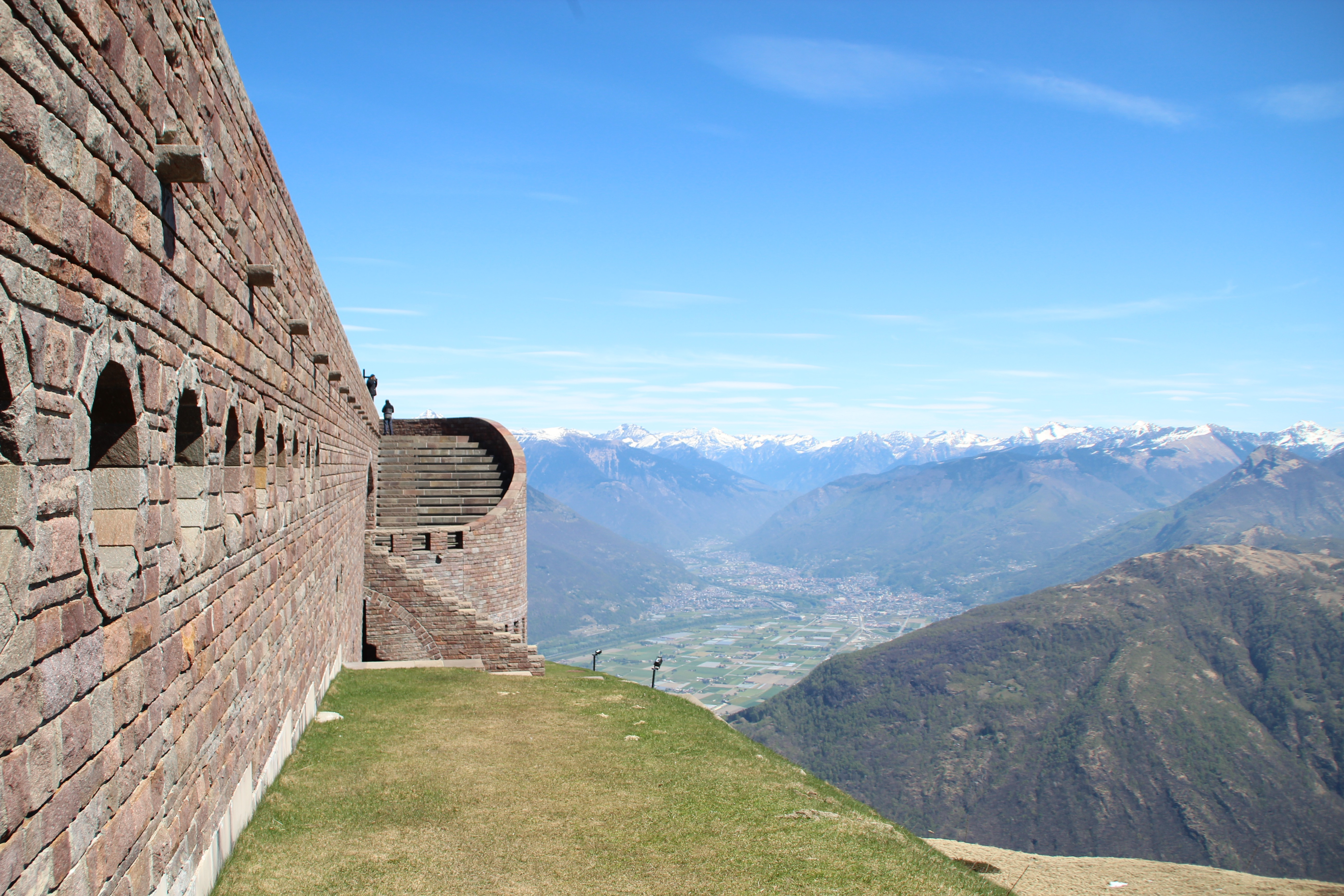
Blick ins Tal, im Hintergrund Bellinzona
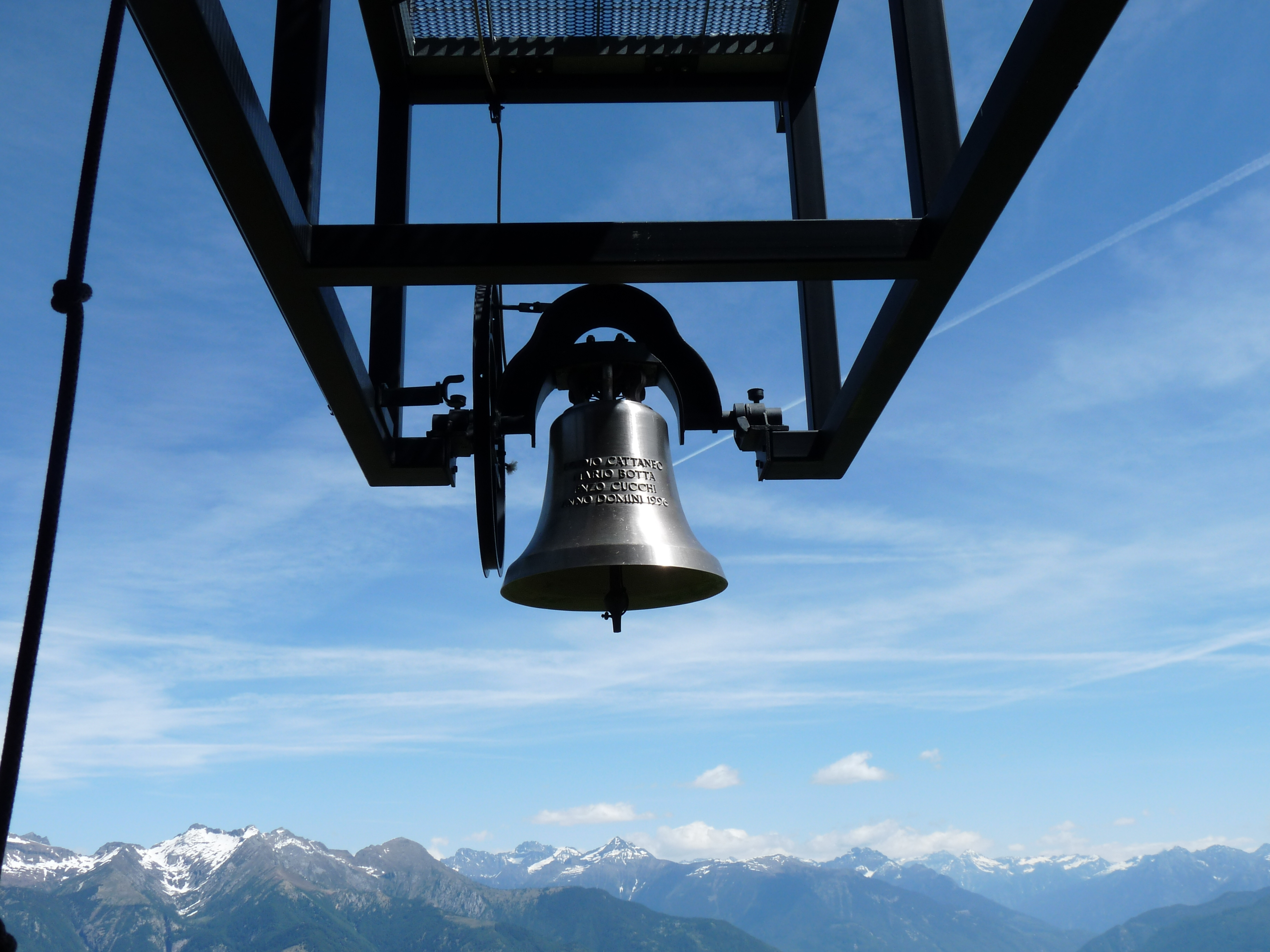
Glocke
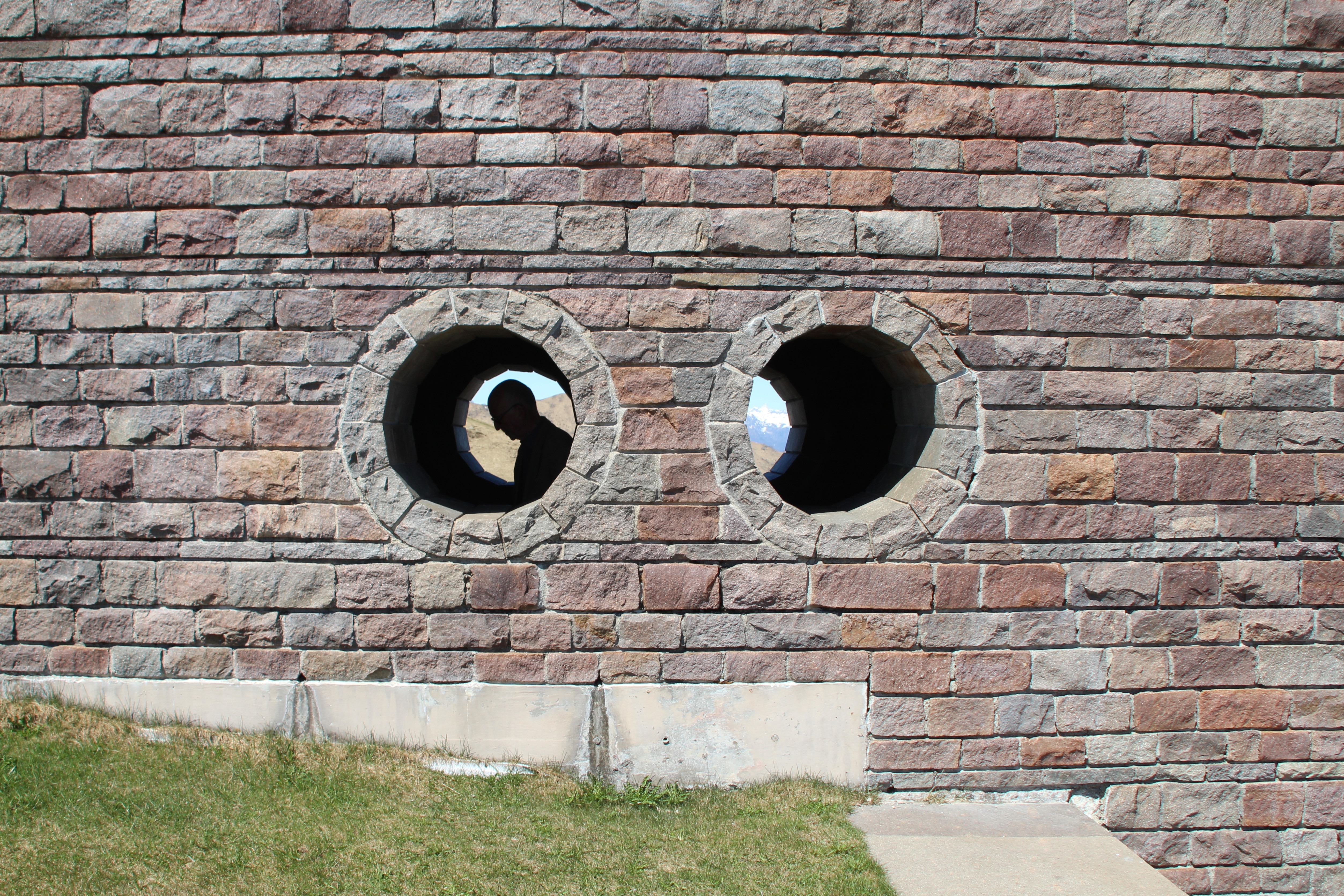
Fenster zum inneren Gang
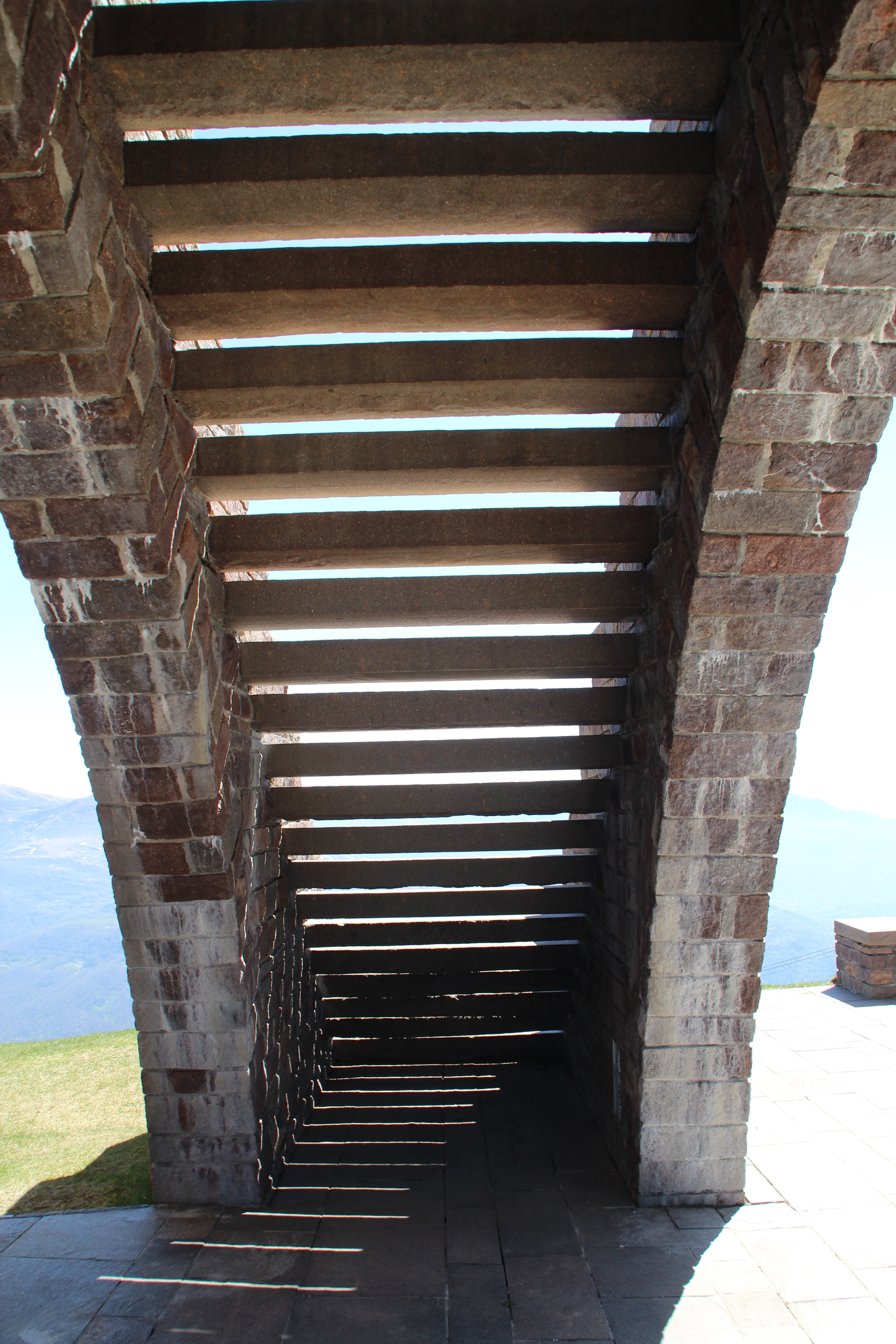
Unter der Treppe

## Film
- Der Dokumentarfilm Tamaro. Steine und Engel. Mario Botta Enzo Cucchi (1998) von Villi Hermann zeigt, wie Enzo Cucchi die Kapelle ausstattet.[3]